# 枪口

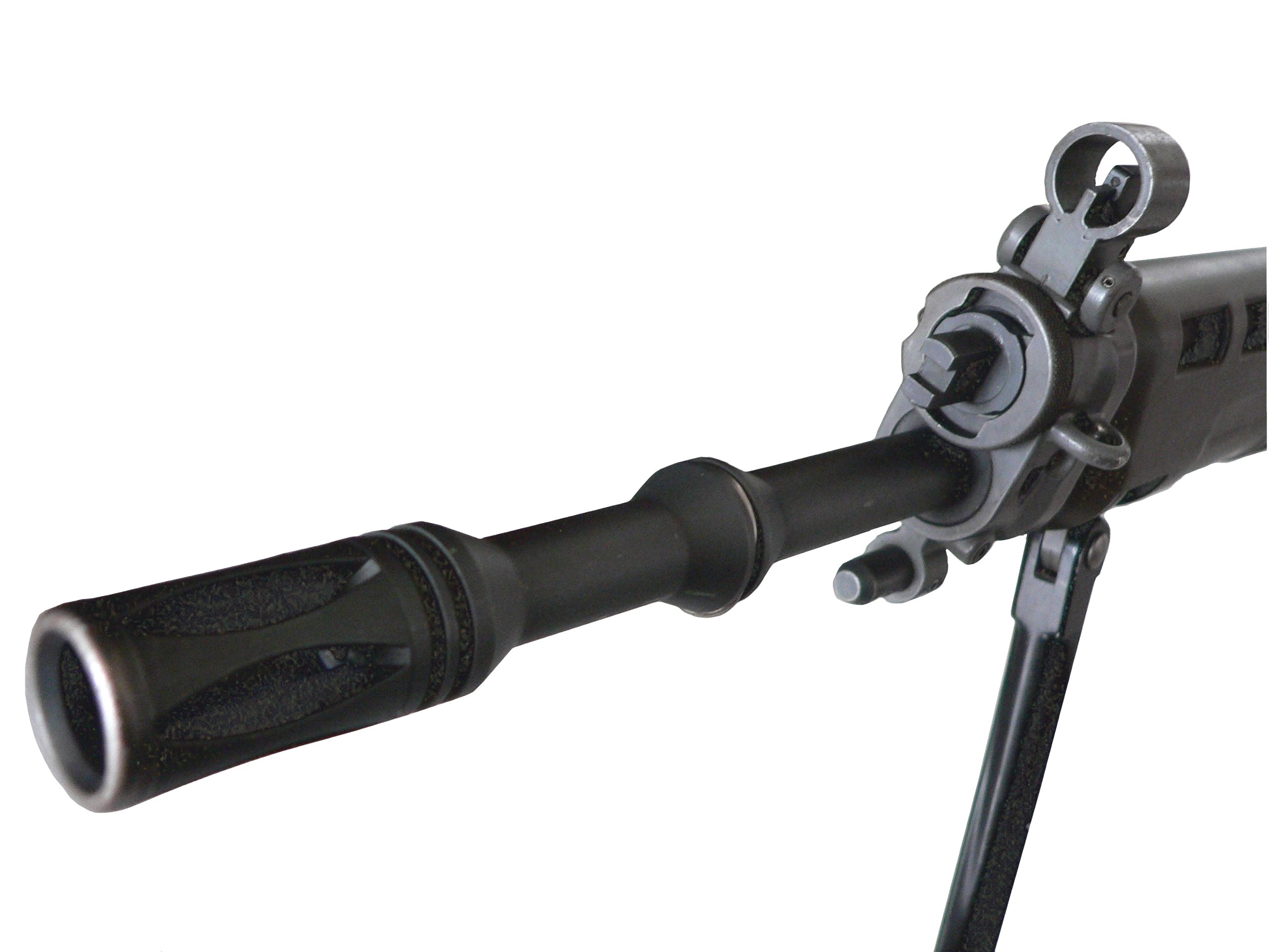
SIG SG 550突击步枪的枪口与消焰器。

枪械的枪口（英語：Muzzle）指枪管的末端，子弹的出口。
由于枪口是枪管和子弹最后的接触点，其机械加工对枪械的准确度至关重要。如果枪口和子弹之间存在空隙，泄露的气体会使子弹偏离目标方向。
射击时，由于高温气体的排出，枪口会出现火焰，火焰大小与枪管长度、火药类型等因素有关。为了抑制火焰，枪口通常会安装消焰器。
为了降低射击产生的噪声，枪口还会安装消音器。